# 阿恵官衙遺跡
阿恵官衙遺跡（あえかんがいせき）は、福岡県糟屋郡粕屋町にある、飛鳥時代から奈良時代にかけての筑前国糟屋評（かすやのこおり）の役所跡とされる遺跡。国の史跡に指定されている。

## 遺構
博多湾沿岸に位置し、飛鳥時代から奈良時代（7世紀後半から8世紀）にかけての筑前国糟屋評の役所跡とされる遺跡。2013年度から2016年度にかけて、粕屋町の発掘調査で発見された。九州大学農学部付属原町農場で実施された発掘調査の結果、政庁跡、正倉跡、古代道路跡が良好な状態で検出された。政庁、正倉は建替えと増築が行われたことも明らかになっている。また、官衙の特徴を示す道具として、役人が字を書くために用いる円面硯や獣脚硯といった硯も出土した。
その後、周辺の発掘調査も行われた。2023年には伝路跡地を挟んだ向かい側に、県内最大級の竪穴建物の跡が発見されている。

## 文化財

### 国の史跡
- 阿恵官衙遺跡 - 2020年（令和2年）3月10日付けで国の史跡に指定された[1][5][3][6]。

## 交通
- 柚須駅から徒歩で約20分。